# Exocoetus volitans
Exocoetus volitans (L.), conhecido popularmente como  peixe-voador, coió, cajaleó, cajaléu, holandês, pirabebe, santo-antônio, voador-cascudo, voador-de-pedra e voador-de-fundo, é um peixe teleósteo beloniforme da família dos exocoetídeos, geralmente pelágico, de distribuição circuntropical, muito capturado em várias regiões.

## Etimologia
Volitans é o termo latino para "voador".

## Características

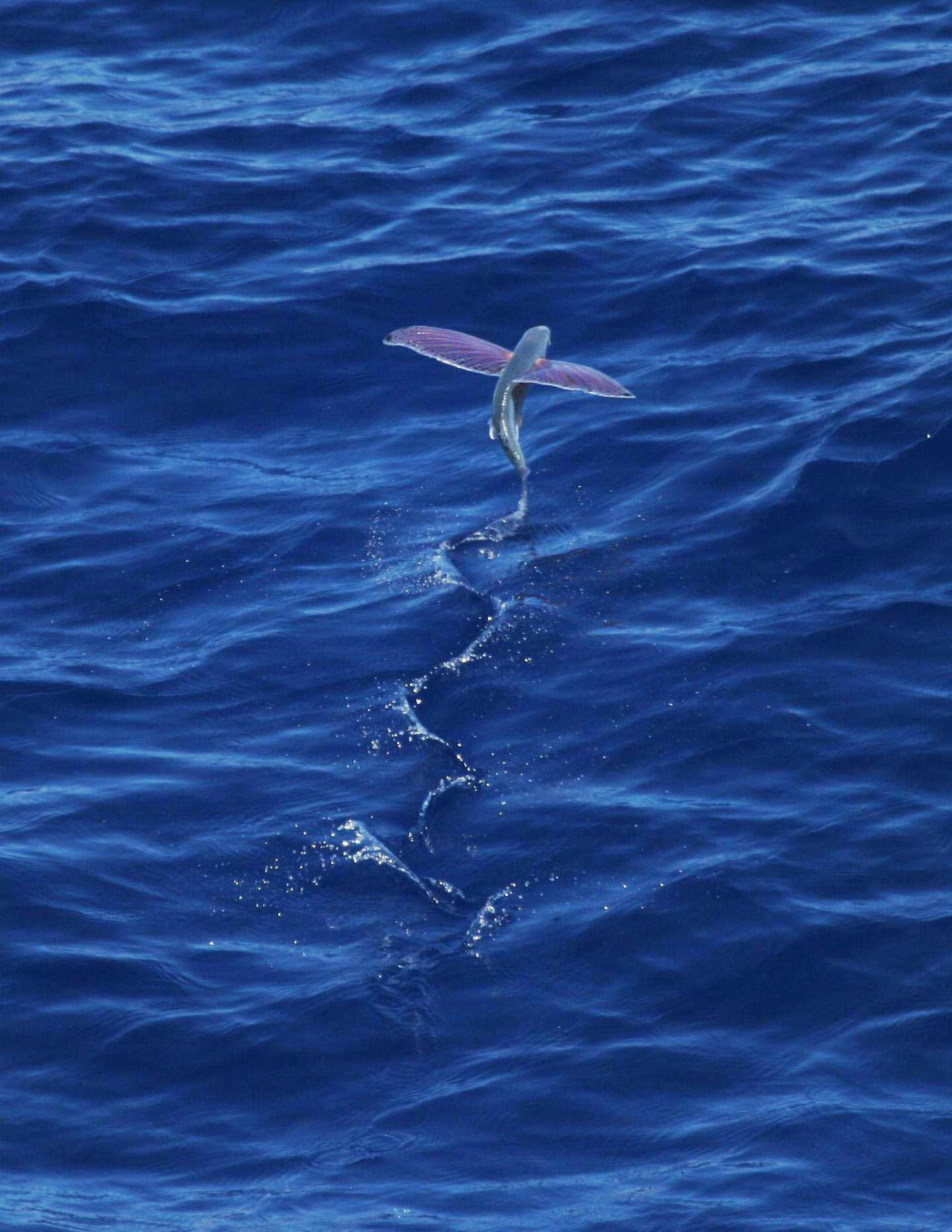
O animal saltando para fora da água

A espécie chega a medir até 25 centímetros de comprimento, de corpo alongado, dorso azul-acinzentado, flancos prateados e ventre claro, nadadeiras pélvicas muito curtas, peitorais extremamente desenvolvidas e caudal furcada com lobo inferior maior. As desenvolvidas nadadeiras peitorais lhe permitem dar pequenos voos rentes à superfície da água, para fugir de seus predadores.
Recentemente, uma equipe do canal de televisão japonês NHK filmou um peixe-voador planando no ar durante 45 segundos, no que pode ser o voo mais longo já gravado da espécie marinha. O peixe voador habita a água salgada, é encontrado em todos os oceanos e tem reprodução interna.